# 美擬線鱸
美擬線鱸，為輻鰭魚綱鱸形目鱸亞目鮨科的其中一種，分布於印度西太平洋區，包括葛摩、印尼、澳洲、斐濟、萬那杜、馬紹爾群島、密克羅尼西亞、薩摩亞群島等海域，棲息深度6-46公尺，體長可達7.4公分，生活在珊瑚礁區，為底棲性魚類，屬肉食性，生活習性不明。

## 擴展閱讀
維基物種上的相關：美擬線鱸